# Puchar Narodów Afryki 2023 (kwalifikacje)/Grupa G
Grupa G jest jedną z dwunastu grup eliminacji do turnieju o Puchar Narodów Afryki 2023. Składa się z czterech wymienionych niżej reprezentacji:
- Mali
- Kongo
- Gambia (drużyna wyłoniona w fazie eliminacyjnej)
- Sudan Południowy (drużyna wyłoniona w fazie eliminacyjnej)

## Tabela
| Msc. | Zespół           | M | W | R | P | Br+ | Br- | +/- | Pkt |
| ---- | ---------------- | - | - | - | - | --- | --- | --- | --- |
| 1    | Mali             | 6 | 5 | 0 | 1 | 15  | 2   | +13 | 15  |
| 2    | Gambia           | 6 | 3 | 1 | 2 | 7   | 7   | 0   | 10  |
| 3    | Kongo            | 6 | 2 | 1 | 3 | 5   | 10  | -5  | 7   |
| 4    | Sudan Południowy | 6 | 1 | 0 | 5 | 5   | 13  | -8  | 3   |

|                  | Mali | Kongo | Gambia | Sudan Południowy |
| ---------------- | ---- | ----- | ------ | ---------------- |
| Mali             | X    | 4:0   | 2:0    | 4:0              |
| Kongo            | 0:2  | X     | 1:0    | 1:2              |
| Gambia           | 1:0  | 2:2   | X      | 1:0              |
| Sudan Południowy | 1:3  | 0:1   | 2:3    | X                |

## Wyniki

### Kolejka 1
| 4 czerwca 2022 18:00 CEST | Gambia · Jallow 45+4' | 1:0(1:0)Raport | Sudan Południowy | Stade Lat-Dior, Thiès Sędzia: Jean Ouattara |
|                           |                       |                |                  |                                             |

| 4 czerwca 2022 21:00 CEST | Mali · Camara 1' · Touré 11', 40' · Coulibaly 44' | 4:0(4:0)Raport | Kongo | Stade 26 mars, Bamako Sędzia: Abdel Bouh |
|                           |                                                   |                |       |                                          |

### Kolejka 2
| 8 czerwca 2022 18:00 CEST | Kongo · Makoumbou 74' | 1:0(0:0)Raport | Gambia | Stade Alphonse Massemba-Débat, Brazzaville Sędzia: Andre Kolissala |
|                           |                       |                |        |                                                                    |

| 13 czerwca 2022 18:00 CEST | Sudan Południowy · Kouyaté 29' (sam.) | 1:3(1:0)Raport | Mali · 58' Camara · 90+3' Koïta · 90+5' Dieng | St. Mary's Stadium-Kitende, Entebbe Sędzia: Mashood Ssali |
|                            |                                       |                |                                               |                                                           |

### Kolejka 3
| 23 marca 2023 17:00 CEST | Kongo · Bifouma 90' (k.) | 1:20:0Raport | Sudan Południowy · 66' Chol · 90+6' Okello | Stade Alphonse Massemba-Débat, Brazzaville Sędzia: Celso Alvação |
|                          |                          |              |                                            |                                                                  |

| 24 marca 2023 20:00 CEST | Mali · Doumbia 3' · Traoré 90+5' (k.) | 2:0(1:0)Raport | Gambia | Stade 26 mars, Bamako Sędzia: Jean Ouattara |
|                          |                                       |                |        |                                             |

### Kolejka 4
| 27 marca 2023 15:00 CEST | Sudan Południowy | 0:1(0:0)Raport | Kongo · 90' Charpentier | Benjamin Mkapa National Stadium, Dar es Salaam Sędzia: Joseph Ogabor |
|                          |                  |                |                         |                                                                      |

| 28 marca 2023 18:00 CEST | Gambia · Colley 79' | 1:0(0:0)Raport | Mali | Stade Mohamed V, Casablanca Sędzia: Kouassi Attiogbe |
|                          |                     |                |      |                                                      |

### Kolejka 5
| 14 czerwca 2023 15:00 CEST | Sudan Południowy · Yuel 21' · Chol 90+1' | 2:3(1:1)Raport | Gambia · 4' (sam.) Angier · 62' Jallow · 90+6' Barry | Suez Canal Stadium, Ismailia Sędzia: Dahane Beida |
|                            |                                          |                |                                                      |                                                   |

| 18 czerwca 2023 18:00 CEST | Kongo | 0:2(0:0)Raport | Mali · 62' Koné · 73' Dorgeles | Stade Alphonse Massemba-Débat, Brazzaville Sędzia: Samir Guezzaz |
|                            |       |                |                                |                                                                  |

### Kolejka 6
| 8 września 2023 21:00 CEST | Mali · Koné 10' · Doumbia 29', 57' · Nene 82' | 4:0(2:0)Raport | Sudan Południowy | Stade Modibo Keïta, Bamako Sędzia: Mehrez Melki |
|                            |                                               |                |                  |                                                 |

| 10 września 2023 21:00 CEST | Gambia · Minteh 79' · Badamosi 90' | 2:2(0:2)Raport | Kongo · 30' Makouta · 45+1' (k) Ganvoula | Independence Stadium, Bakau Sędzia: Mohamed Maarouf |
|                             |                                    |                |                                          |                                                     |

## Strzelcy

### 3 gole
- Kamory Doumbia

### 2 gole
- Ablie Jallow
- Mohamed Camara
- Nene Dorgeles
- El Bilal Touré
- Ibrahima Koné
- Peter Chol

### 1 gol
- Mohamed Badamosi
- Hamza Barry
- Omar Colley
- Yankuba Minteh
- Thievy Bifouma
- Gabriel Charpentier
- Silvère Ganvoula M’boussy
- Antoine Makoumbou
- Gaius Makouta
- Kalifa Coulibaly
- Aliou Dieng
- Sékou Koïta
- Adama Traoré
- Tito Okello
- Valentino Yuel

### Gole samobójcze
- Boubakar Kouyaté (dla Sudanu Południowego)
- Rehan Angier (dla Gambii)